# Safe Haven – Wie ein Licht in der Nacht
Safe Haven – Wie ein Licht in der Nacht (Originaltitel Safe Haven) ist ein US-amerikanisches Filmdrama des Regisseurs Lasse Hallström aus dem Jahr 2013.

## Handlung
Nach der Flucht aus Boston kommt Erin Tierney mit einem Reisebus in Southport, einem kleinen Küstenstädtchen in North Carolina an. Zunächst ist unklar, warum sie flieht, allerdings wird sie anscheinend von der Polizei gesucht. Durch eine Rückblende, in der sie mit einem blutigen Messer gezeigt wird, wird dem Zuschauer der Eindruck vermittelt, dass sie in einen Mord verwickelt war. In Southport will sie ein neues und friedliches Leben beginnen. Sie nimmt den Namen Katie an. Nach ihrer Ankunft mietet sich die fremde junge Frau ein kleines Holzhaus mitten im Wald und findet in einem Lokal am Strand einen Job als Kellnerin.
Zunächst hat Katie nur ein Ziel: Sie will nicht auffallen und im Hintergrund bleiben. Doch trotz der Distanz zu den Einwohnern im Ort fühlt sich Katie mehr und mehr von der aufrichtigen Wärme und Zuneigung der eng verbundenen Gemeinschaft von Southport angezogen, ganz besonders aber von Alex Wheatley, der alleine zwei Kinder, Lexie und Josh, aufzieht und im Ort einen Lebensmittelladen mit Tankstelle führt. Immer besser versteht sie sich auch mit ihrer Nachbarin Jo, die Erin dazu ermutigt, auf Alex zuzugehen. Durch seine Tochter wird Alex auf Erin aufmerksam. Alex’ Frau ist vor einigen Jahren an Krebs gestorben. Sie hat ihren Kindern Briefe hinterlassen, die sie an besonderen Anlässen in ihrem Leben erhalten sollen.
Allmählich lernt Katie wieder zu vertrauen, und mit Hilfe von Alex und seinen Kindern die Freuden des Lebens zu genießen. Lexie akzeptiert sie als neue Mutter. Sein Sohn Josh hingegen isoliert sich zunächst von Erin und behandelt sie abweisend. Währenddessen schreibt ihr Ehemann eine bundesweite Fahndung nach ihr aus, sie wird als Mörderin gesucht.
Eines Tages bemerkt Alex ein Fahndungsplakat mit einem Phantombild von Erin in der lokalen Polizeistation. Er wird wütend auf Erin, da sie ihm nichts davon erzählt hat und bringt sie dazu, dass sie die Stadt verlässt. Wenig später realisiert Alex, dass er ihr eine Chance geben sollte, ihre Vergangenheit und ihr Verhalten zu erklären. Erin erzählt von ihrer schwierigen Ehe mit dem Polizisten Kevin, der sie mehrfach misshandelt hat, solange, bis sie schließlich vor ihm floh. Alex akzeptiert das und verspricht ihr, sie vor ihrem Mann zu beschützen.
Derweil erfährt Kevins Vorgesetzter von der Mordfahndung und entdeckt, dass Kevin in einer Wasserflasche, die er immer dabei hat, Wodka mit sich führt. Kevin wird sofort suspendiert. Dieser bricht nachts in das Haus seiner Nachbarin Mrs. Feldman, die Erin zuvor bei ihrer Flucht geholfen hatte, ein und hört ihren Anrufbeantworter ab, wodurch er Erins Aufenthaltsort herausfindet. Kevin macht sich sofort auf den Weg nach Southport.
Als ihr ehemaliger Ehemann am Tage der Feierlichkeiten zum 4. Juli in die Stadt kommt und sie sucht, ergreift Erin instinktiv die Flucht. Als in Southport ein großes Festival steigt, nutzt er die Chance und kippt Benzin um das Haus, in dem Alex lebt. Erin kann ihren Ex-Mann vor dem Anzünden stoppen, doch ein Funken einer Rakete fliegt auf das Haus und setzt es in Brand. Alex kann gerade noch Lexie aus dem Flammenmeer retten, als er sieht, wie Kevin mit Katie mit seiner Waffe in der Hand am Boden kämpft. Erin kann Kevin erschießen. Von nun an können Erin und Alex mit den Kindern ein glückliches Leben in der gemütlichen Kleinstadt führen. Das niedergebrannte Haus wird zusammen mit Bewohnern aus der Kleinstadt wiederaufgebaut.
In der letzten Szene überreicht Alex Erin einen Brief, den seine Frau vor ihrem Tod für „sie“ – die zukünftige neue Frau in Alex’ Leben – verfasst hat. Auf dem beigelegten Foto erkennt Erin, dass es sich bei Alex’ verstorbener Frau um ihre Freundin Jo handelt. Diese hat über Alex und Erin gewacht, so lange, bis Alex ihr den Brief gegeben hat. Jetzt kann sie gehen, denn sie weiß, dass ihre Familie in guten Händen ist.

## Hintergrund
Safe Haven – Wie ein Licht in der Nacht ist bereits die achte Verfilmung eines Nicholas-Sparks-Romans. Zudem handelt es sich nach Das Leuchten der Stille um die zweite Zusammenarbeit des US-amerikanischen Schriftstellers und des schwedischen Regisseurs Lasse Hallström.

## Soundtrack
| Nr. | Titel                             | Interpret           |
| --- | --------------------------------- | ------------------- |
| 1.  | We Both Know (feat. Gavin DeGraw) | Colbie Caillat      |
| 2.  | Say Anything                      | Tristan Prettyman   |
| 3.  | Keep Your Head Up (Album Version) | Ben Howard          |
| 4.  | Summer Child                      | Dar Williams        |
| 5.  | Sleepy Little Town                | White Buffalo       |
| 6.  | Wrap Your Arms Around Me          | Gareth Dunlop       |
| 7.  | Moonshine                         | Sara Haze           |
| 8.  | The Journey                       | FM Radio            |
| 9.  | Heart’s Content (Strings Mix)     | Brandi Carlile      |
| 10. | Violin                            | Amos Lee            |
| 11. | My Baby’s Got To Pay The Rent     | The Deep Dark Woods |
| 12. | Canoeing (Katie and Alex’s Theme) | Deborah Lurie       |
| 13. | Go Your Own Way                   | Lissie              |

## Kritiken
„Safe Haven – Wie ein Licht in der Nacht beginnt als Thriller, entpuppt sich aber schnell als ganz gewöhnliche Nicholas Sparks-Verfilmung, die ebenso erwartbar wie kitschig verläuft. Das Liebespaar im Zentrum ist dabei wieder einmal zu perfekt, um wahr zu sein und mit Julianne Hough und Josh Duhamel deswegen durchaus passend besetzt.“

„Safe Haven folgt der bewährten Rezeptur, mit der sich Nicholas Sparks als routinierter Meister romantischer Bestseller etabliert hat. Seine Figuren tragen oft ein paar dekorative Risse im Seelenkostüm und haben traumatische Erfahrungen auf dem Beziehungsmarkt hinter sich, über die sie mit einem neuen amourösen Kraftakt hinwegzukommen versuchen.“

„Auch wenn [die] Geschichte […] ein wenig aus dem Rahmen fällt und mit Krimi- bzw. Thrillerelementen angereichert ist, bieten Plot und Inszenierung verlässlich das, was Sparks-Fans erwarten dürften: Romantik ohne große Umwege, schöne Menschen und einfach gestrickte Konflikte. […] Die Chemie zwischen den Hauptdarstellern stimmt, und insbesondere Julianne Hough […] kann überzeugen. […] Nur die Schlusswendung hin zum Phantastischen, die erst in den letzten Filmminuten vollzogen wird, funktioniert überhaupt nicht und wirkt wie der Versuch, noch ein Quäntchen mehr Emotion aus einem ohnehin gefühligen Ende zu pressen – überflüssig. Aber für Romantiker gewiss einen Blick wert.“

## Veröffentlichung
Der Film lief am 14. Februar 2013 in den US-amerikanischen Kinos an, in Deutschland am 7. März 2013. Auf DVD und BluRay erschien der Film im deutschsprachigen Raum am 20. September 2013.